# Холокост в Узденском районе
Холокост в У́зденском районе — систематическое преследование и уничтожение евреев на территории Узденского района Минской области оккупационными властями нацистской Германии и коллаборационистами в 1941—1944 годах во время Второй мировой войны, в рамках политики «Окончательного решения еврейского вопроса» — составная часть Холокоста в Белоруссии и Катастрофы европейского еврейства.

## Геноцид евреев в районе
Узденский район был полностью оккупирован немецкими войсками 28 июня 1941 года, и оккупация продлилась три года — до начала июля 1944 года. Нацисты включили Узденский район в состав территории, административно отнесённой в состав генерального округа Белорутения рейхскомиссариата Остланд.
Вся полнота власти в районе принадлежала зондерфюреру — немецкому шефу района, который подчинялся руководителю округи — гебитскомиссару. Во всех крупных деревнях района были созданы районные (волостные) управы и полицейские гарнизоны из коллаборационистов.
Для осуществления политики геноцида и проведения карательных операций сразу вслед за войсками в район прибыли карательные подразделения войск СС, айнзатцгруппы, зондеркоманды, тайная полевая полиция (ГФП), полиция безопасности и СД, жандармерия и гестапо.
Одновременно с оккупацией нацисты и их приспешники начали поголовное уничтожение евреев. «Акции» (таким эвфемизмом гитлеровцы называли организованные ими массовые убийства) повторялись множество раз во многих местах. В тех населенных пунктах, где евреев убили не сразу, их содержали в условиях гетто вплоть до полного уничтожения, используя на тяжелых и грязных принудительных работах, от чего многие узники умерли от непосильных нагрузок в условиях постоянного голода и отсутствия медицинской помощи.
За время оккупации практически все евреи Узденского района были убиты, а немногие спасшиеся в большинстве воевали впоследствии в партизанских отрядах.
Евреев в районе убили в Узде, Могильно и других местах.

## Гетто

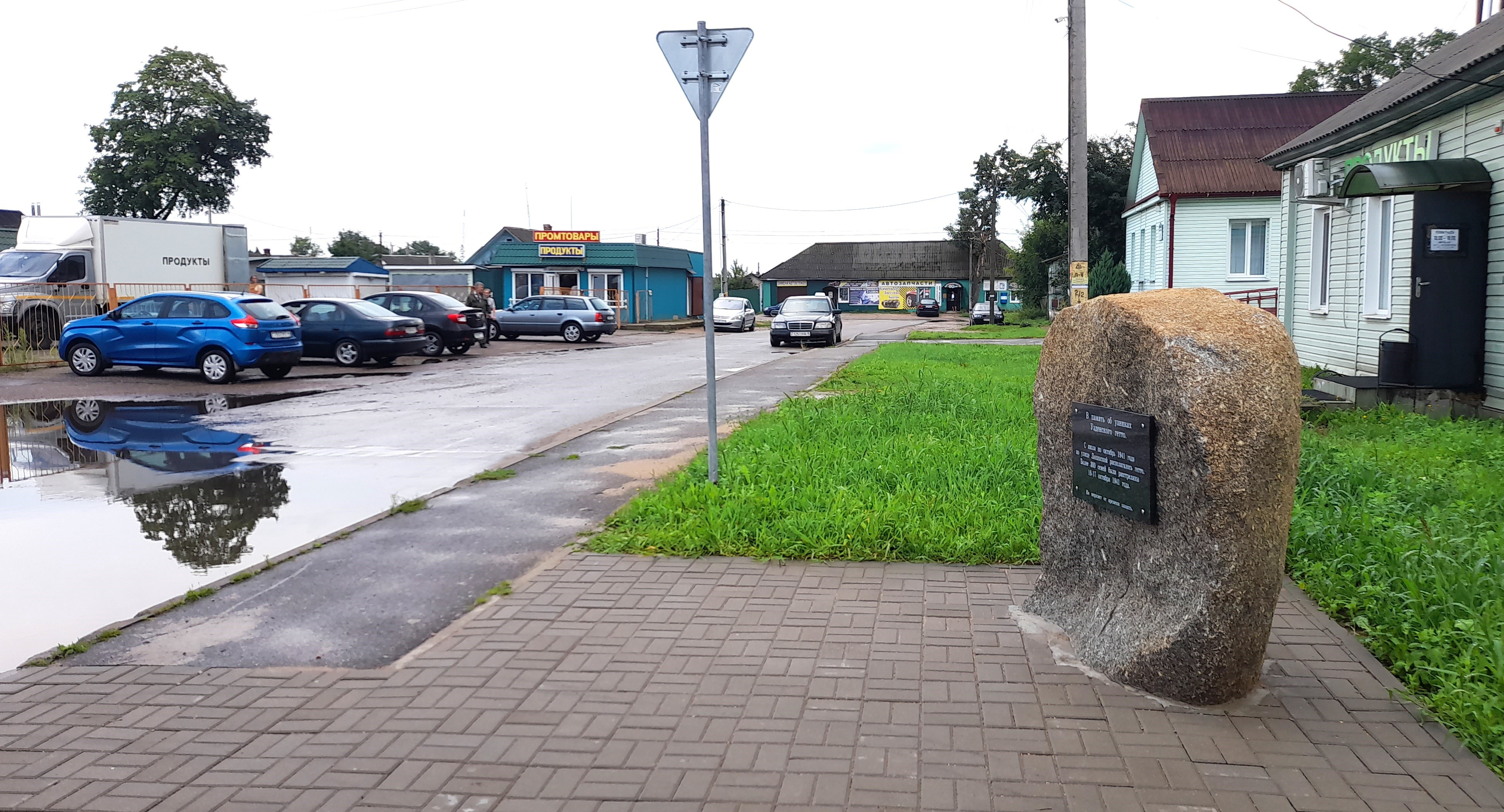
Памятный знак узникам гетто на Красной площади

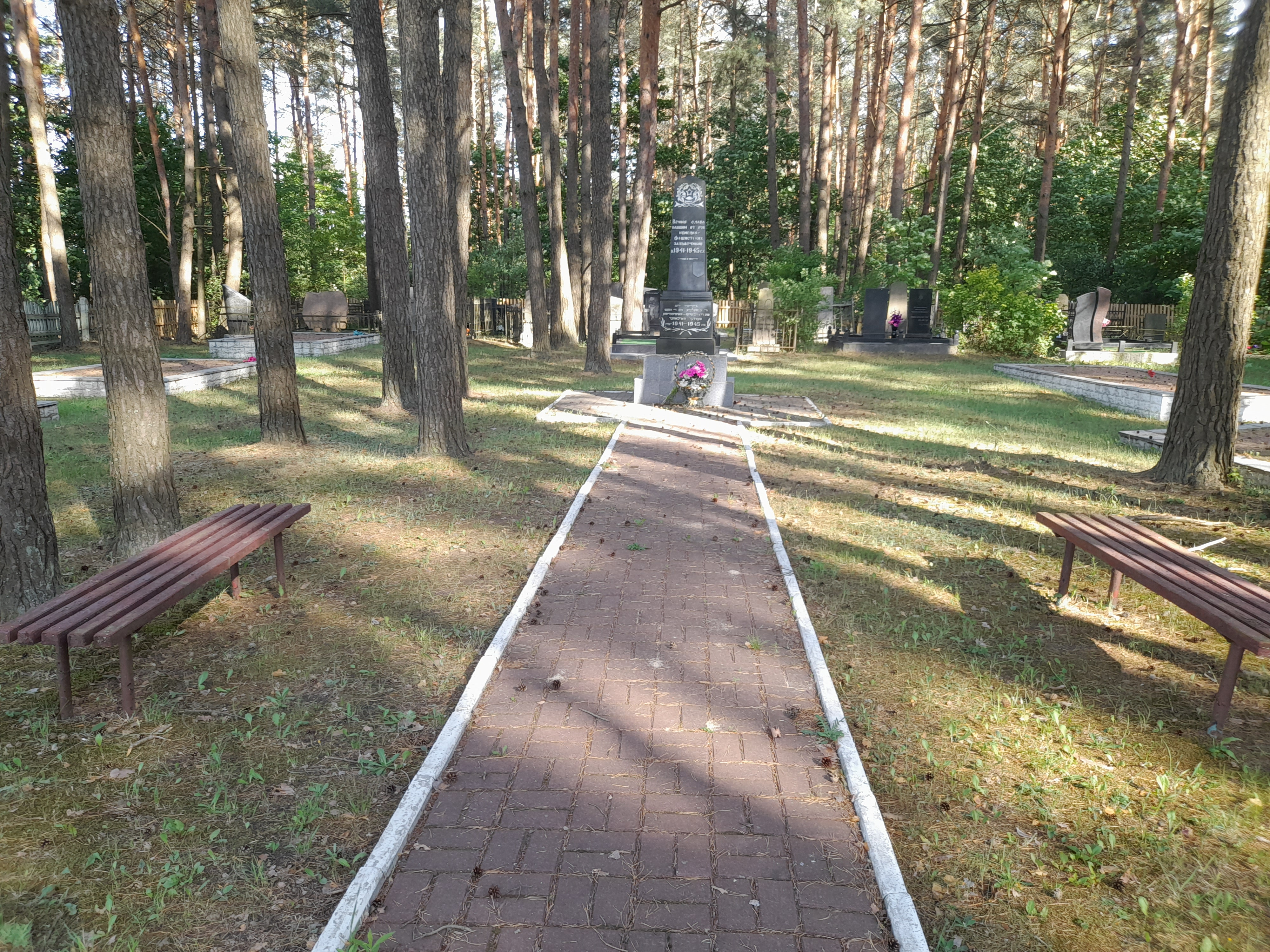
Памятник убитым нацистами евреям Узды на еврейском кладбище

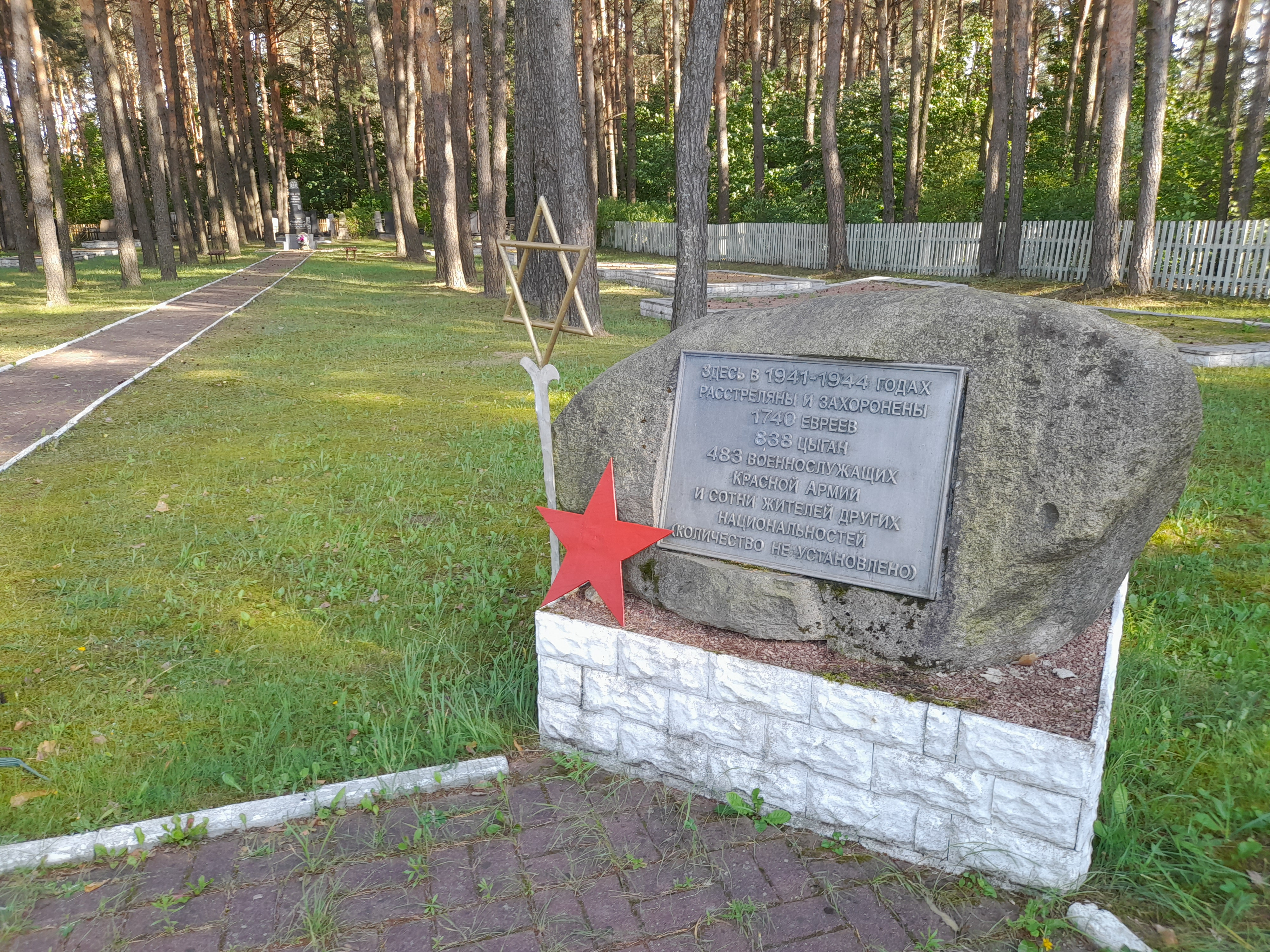
Памятник на братской могиле евреев и цыган, расстрелянных нацистами в Узде на еврейском кладбище.

Оккупационные власти под страхом смерти запретили евреям снимать желтые латы или шестиконечные звезды (опознавательные знаки на верхней одежде), выходить из гетто без специального разрешения, менять место проживания и квартиру внутри гетто, ходить по тротуарам, пользоваться общественным транспортом, находиться на территории парков и общественных мест, посещать школы.
Реализуя нацистскую программу уничтожения евреев, немцы создали на территории района 1 гетто.
- В гетто города Узда (конец июня 1941 — 17 октября 1941) были замучены и убиты около 1800 евреев.

## Случаи спасения и «Праведники народов мира»
В Узденском районе 7 человек были удостоены почетного звания «Праведник народов мира» от израильского мемориального института «Яд Вашем» «в знак глубочайшей признательности за помощь, оказанную еврейскому народу в годы Второй мировой войны».
- Крисько Александр и Татьяна, Довгулевич (Крисько) Нина и Казей (Крисько) Ирина — за спасение семьи Грозовских в деревне Бервищи[13].
- Кисель Анастасия — за спасение семьи Грозовских в деревне Островок[14].
- Вербицкий Адам и Рудаковская Антонина — за спасение Гурской Изабеллы в деревне Мрочки[15].

## Память
Опубликованы неполные списки жертв геноцида евреев в Узденском районе.
Два памятника убитым евреям установлены в Узде на еврейском кладбище.
В самой Узде убитым узникам гетто установлен памятный знак на Красной площади.